# Liste der Neubildungen nach ICD-10
Die Internationale statistische Klassifikation der Krankheiten und verwandter Gesundheitsprobleme (ICD-10) klassifiziert in ihrem Kapitel II Neubildungen (Tumoren) nach untenstehendem Schlüssel.
Als Weiterentwicklung des ICD-10 speziell für die Onkologie gibt es noch den ICD-O.

## C00–C97 Bösartige Neubildungen

### C00–C75 Bösartige Neubildungen an genau bezeichneten Lokalisationen
„Bösartige Neubildungen an genau bezeichneten Lokalisationen, als primär festgestellt oder vermutet, ausgenommen lymphatisches, blutbildendes und verwandtes Gewebe“

#### C00–C14 Lippe, Mundhöhle und Pharynx
| Code | Beschreibung | Namen der Tumoren (Synonyme)           | Übersichtsartikel           |
| ---- | --- | -------------------------------------- | --------------------------- |
| C00  | Bösartige Neubildung der Lippe                                                                                  | Lippenkrebs                            | Mundhöhlenkarzinom          |
| C01  | Bösartige Neubildung des Zungengrundes                                                                          | Zungenkarzinom (Zungenkrebs)           | Mundhöhlenkarzinom          |
| C02  | Bösartige Neubildung sonstiger und nicht näher bezeichneter Teile der Zunge                                     | Zungenkarzinom (Zungenkrebs)           | Mundhöhlenkarzinom          |
| C03  | Bösartige Neubildung des Zahnfleisches                                                                          | Gingivakarzinom (Zahnfleischkrebs)     | Mundhöhlenkarzinom          |
| C04  | Bösartige Neubildung des Mundbodens                                                                             | Mundbodenkarzinom                      | Mundhöhlenkarzinom          |
| C05  | Bösartige Neubildung des Gaumens                                                                                | Gaumenkrebs                            | Mundhöhlenkarzinom          |
| C06  | Bösartige Neubildung sonstiger und nicht näher bezeichneter Teile des Mundes                                    | –                                      | Mundhöhlenkarzinom          |
| C07  | Bösartige Neubildung der Parotis                                                                                | Parotistumor (Speicheldrüsenkrebs)     | Ohrspeicheldrüsenerkrankung |
| C08  | Bösartige Neubildung sonstiger und nicht näher bezeichneter großer Speicheldrüsen                               | –                                      | Ohrspeicheldrüsenerkrankung |
| C09  | Bösartige Neubildung der Tonsille                                                                               | Tonsillenkarzinom (Mandelkrebs)        | –                           |
| C10  | Bösartige Neubildung des Oropharynx                                                                             | Oropharynxkarzinom                     | Pharynxkarzinom             |
| C11  | Bösartige Neubildung des Nasopharynx                                                                            | Nasopharynxkarzinom (Nasenrachenkrebs) | Pharynxkarzinom             |
| C12  | Bösartige Neubildung des Recessus piriformis                                                                    |                                        | Pharynxkarzinom             |
| C13  | Bösartige Neubildung des Hypopharynx                                                                            | Hypopharynxkarzinom                    | Pharynxkarzinom             |
| C14  | Bösartige Neubildung sonstiger und ungenau bezeichneter Lokalisationen der Lippe, der Mundhöhle und des Pharynx | –                                      | –                           |

#### C15–C26 Verdauungsorgane
| Code | Beschreibung                                                                     | Namen der Tumoren (Synonyme)                | Übersichtsartikel     |
| ---- | -------------------------------------------------------------------------------- | ------------------------------------------- | --------------------- |
| C15  | Bösartige Neubildung des Ösophagus                                               | Ösophaguskarzinom (Speiseröhrenkrebs)       | –                     |
| C16  | Bösartige Neubildung des Magens                                                  | Magenkarzinom (Magenkrebs)                  | –                     |
| C17  | Bösartige Neubildung des Dünndarmes                                              | Dünndarmkrebs (Dünndarmkarzinom)            | auch: Karzinoid       |
| C18  | Bösartige Neubildung des Kolons                                                  | Dickdarmkrebs (Kolonkarzinom)               | Kolorektales Karzinom |
| C19  | Bösartige Neubildung am Rektosigmoid, Übergang                                   | –                                           | Kolorektales Karzinom |
| C20  | Bösartige Neubildung des Rektums                                                 | Rektumkarzinom                              | Kolorektales Karzinom |
| C21  | Bösartige Neubildung des Anus und des Analkanals                                 | Analkarzinom                                | –                     |
| C22  | Bösartige Neubildung der Leber und der intrahepatischen Gallengänge              | Leberkrebs, Leberzellkarzinom               | –                     |
| C23  | Bösartige Neubildung der Gallenblase                                             | Gallenblasenkrebs (Gallenblasenkarzinom)    | –                     |
| C24  | Bösartige Neubildung sonstiger und nicht näher bezeichneter Teile der Gallenwege | Gallengangskarzinom (Gallenwegskrebs)       | –                     |
| C25  | Bösartige Neubildung des Pankreas                                                | Bauchspeicheldrüsenkrebs (Pankreaskarzinom) | Pankreastumor         |

#### C30–C39 Atmungsorgane und sonstige intrathorakale Organe
| Code | Beschreibung | Namen der Tumoren (Synonyme)                                               | Übersichtsartikel |
| ---- | --- | -------------------------------------------------------------------------- | ----------------- |
| C30  | Bösartige Neubildung der Nasenhöhle und des Mittelohres                                                                        | Nasenhöhlenkrebs (Nasenhöhlenkarzinom), Mittelohrkarzinom (Mittelohrkrebs) | –                 |
| C31  | Bösartige Neubildung der Nasennebenhöhlen                                                                                      | Nasennebenhöhlenkrebs (Nasennebenhöhlenkarzinom)                           | –                 |
| C32  | Bösartige Neubildung des Larynx                                                                                                | Kehlkopfkrebs (Larynxkarzinom)                                             | –                 |
| C33  | Bösartige Neubildung der Trachea                                                                                               | Luftröhrenkrebs (Tracheakarzinom)                                          | –                 |
| C34  | Bösartige Neubildung der Bronchien und der Lunge                                                                               | Lungenkrebs (Bronchialkarzinom)                                            | –                 |
| C37  | Bösartige Neubildung des Thymus                                                                                                | Thymom, Thymuskarzinom                                                     | –                 |
| C38  | Bösartige Neubildung des Herzens, des Mediastinums und der Pleura                                                              | Herzkrebs, Herztumor, Mediastinumkrebs, Mediastinaltumor                   | –                 |
| C39  | Bösartige Neubildung sonstiger und ungenau bezeichneter Lokalisationen des Atmungssystems und sonstiger intrathorakaler Organe | –                                                                          | –                 |

#### C40–C41 Knochen und Gelenkknorpel
| Code | Beschreibung                                                                                                   | Namen der Tumoren (Synonyme)             | Übersichtsartikel          |
| ---- | --- | ---------------------------------------- | -------------------------- |
| C40  | Bösartige Neubildung des Knochens und des Gelenkknorpels der Extremitäten                                      | Osteosarkom, Ewing-Sarkom, Chondrosarkom | Knochenkrebs, Knochentumor |
| C41  | Bösartige Neubildung des Knochens und des Gelenkknorpels sonstiger und nicht näher bezeichneter Lokalisationen | Osteosarkom, Ewing-Sarkom, Chondrosarkom | Knochenkrebs, Knochentumor |

#### C43–C44 Haut
| Code | Beschreibung                             | Namen der Tumoren (Synonyme)                              | Übersichtsartikel |
| ---- | ---------------------------------------- | --------------------------------------------------------- | ----------------- |
| C43  | Bösartiges Melanom der Haut              | Melanom                                                   | Hautkrebs         |
| C44  | Sonstige bösartige Neubildungen der Haut | Basaliom (Basalzellenkrebs), Spinaliom (Stachelzellkrebs) | Hautkrebs         |

#### C45–C49 Mesotheliales Gewebe und Weichteilgewebe
| Code | Beschreibung                                                               | Namen der Tumoren (Synonyme)                                                                     | Übersichtsartikel |
| ---- | -------------------------------------------------------------------------- | ------------------------------------------------------------------------------------------------ | ----------------- |
| C45  | Mesotheliom                                                                | Pleuramesotheliom, Mesotheliom des Peritoneums, Mesotheliom des Perikards                        | Mesotheliom       |
| C46  | Kaposi-Sarkom                                                              | Kaposi-Sarkom                                                                                    | Sarkom            |
| C47  | Bösartige Neubildung der peripheren Nerven und des autonomen Nervensystems | Neurogenes Sarkom                                                                                | Sarkom            |
| C48  | Bösartige Neubildung des Retroperitoneums und des Peritoneums              | –                                                                                                | Sarkom            |
| C49  | Bösartige Neubildung sonstigen Bindegewebes und anderer Weichteilgewebe    | Synovialmembrankrebs, Angiosarkom, Fibrosarkom, Merkelzellsarkom, Rhabdomyosarkom, Leiomyosarkom | Sarkom            |

#### C50 Brustdrüse (Mamma)
| Code | Beschreibung                                | Namen der Tumoren (Synonyme)                                                                               | Übersichtsartikel          |
| ---- | ------------------------------------------- | --- | -------------------------- |
| C50  | Bösartige Neubildung der Brustdrüse (Mamma) | Invasives duktales Karzinom, Invasives lobuläres Karzinom, Inflammatorisches Mammakarzinom, Paget-Karzinom | Brustkrebs (Mammakarzinom) |

#### C51–C58 Weibliche Genitalorgane
| Code | Beschreibung                                                                         | Namen der Tumoren (Synonyme)                                          | Übersichtsartikel |
| ---- | ------------------------------------------------------------------------------------ | --------------------------------------------------------------------- | ----------------- |
| C51  | Bösartige Neubildung der Vulva                                                       | Vulvakrebs (Vulvakarzinom), Klitoriskrebs (Klitoriskarzinom)          | –                 |
| C52  | Bösartige Neubildung der Vagina                                                      | Vaginakrebs (Vaginalkarzinom)                                         | –                 |
| C53  | Bösartige Neubildung der Cervix uteri                                                | Gebärmutterhalskrebs (Zervixkarzinom)                                 | –                 |
| C54  | Bösartige Neubildung des Corpus uteri                                                | Endometriumkarzinom (Gebärmutterkrebs, Korpuskarzinom), Leiomyosarkom | –                 |
| C55  | Bösartige Neubildung des Uterus, Teil nicht näher bezeichnet                         | –                                                                     | –                 |
| C56  | Bösartige Neubildung des Ovars                                                       | Eierstockkrebs (Ovarialkarzinom), Brenner-Tumor, Dysgerminom, Teratom | –                 |
| C57  | Bösartige Neubildung sonstiger und nicht näher bezeichneter weiblicher Genitalorgane | –                                                                     | –                 |
| C58  | Bösartige Neubildung der Plazenta                                                    | Chorionepitheliom (Chorionkarzinom)                                   | –                 |

#### C60–C63 Männliche Genitalorgane
| Code | Beschreibung                                                                         | Namen der Tumoren (Synonyme)                                                 | Übersichtsartikel         |
| ---- | ------------------------------------------------------------------------------------ | ---------------------------------------------------------------------------- | ------------------------- |
| C60  | Bösartige Neubildung des Penis                                                       | Peniskrebs (Peniskarzinom)                                                   | –                         |
| C61  | Bösartige Neubildung der Prostata                                                    | Prostatakrebs (Prostatakarzinom)                                             | –                         |
| C62  | Bösartige Neubildung des Hodens                                                      | Seminom, Embryonales Karzinom, Dottersacktumor, Chorionkarzinom, Teratom     | Hodenkrebs, Keimzelltumor |
| C63  | Bösartige Neubildung sonstiger und nicht näher bezeichneter männlicher Genitalorgane | Nebenhodenkrebs (Nebenhodenkarzinom), Samenstrangkarzinom (Samenstrangkrebs) | –                         |

#### C64–C68 Harnorgane
| Code | Beschreibung                                                           | Namen der Tumoren (Synonyme)                                               | Übersichtsartikel |
| ---- | ---------------------------------------------------------------------- | -------------------------------------------------------------------------- | ----------------- |
| C64  | Bösartige Neubildung der Niere, ausgenommen Nierenbecken               | Nierenkrebs (Nierenzellkarzinom, Hypernephrom), Nephroblastom (Wilmstumor) | –                 |
| C65  | Bösartige Neubildung des Nierenbeckens                                 | Nierenbeckenkarzinom                                                       | Urothelkarzinom   |
| C66  | Bösartige Neubildung des Ureters                                       | Ureterkarzinom (Harnleiterkrebs)                                           | Urothelkarzinom   |
| C67  | Bösartige Neubildung der Harnblase                                     | Harnblasenkarzinom (Harnblasenkrebs, Blasenkrebs)                          | Urothelkarzinom   |
| C68  | Bösartige Neubildung sonstiger und nicht näher bezeichneter Harnorgane | Harnröhrenkrebs (Urethrakarzinom)                                          | Urothelkarzinom   |

#### C69–C72 Auge, Gehirn und sonstige Teile des Zentralnervensystems
| Code | Beschreibung                                                                                     | Namen der Tumoren (Synonyme) | Übersichtsartikel |
| ---- | ------------------------------------------------------------------------------------------------ | --- | ----------------- |
| C69  | Bösartige Neubildung des Auges und der Augenanhangsgebilde                                       | Aderhautmelanom (Uvealmelanom, Malignes uveales Melanom), Retinoblastom, Hämangioblastom | Augenkrebs        |
| C70  | Bösartige Neubildung der Meningen                                                                | Anaplastisches Meningeom | –                 |
| C71  | Bösartige Neubildung des Gehirns                                                                 | Astrozytom, Atypischer teratoider/rhabdoider Tumor, Glioblastom, Gliomatosis cerebri, Gliosarkom, Hämangioblastom, Medulloblastom, Mischgliom (Oligoastrozytom), Oligodendrogliom, Plexuskarzinom | Hirntumor         |
| C72  | Bösartige Neubildung des Rückenmarkes, der Hirnnerven und anderer Teile des Zentralnervensystems | – | –                 |

#### C73–C75 Schilddrüse und sonstige endokrine Drüsen
| Code | Beschreibung                                                               | Namen der Tumoren (Synonyme)                                                                | Übersichtsartikel |
| ---- | -------------------------------------------------------------------------- | ------------------------------------------------------------------------------------------- | ----------------- |
| C73  | Bösartige Neubildung der Schilddrüse                                       | Schilddrüsenkarzinom (Schilddrüsenkrebs)                                                    | –                 |
| C74  | Bösartige Neubildung der Nebenniere                                        | Phäochromozytom                                                                             | –                 |
| C75  | Bösartige Neubildung sonstiger endokriner Drüsen und verwandter Strukturen | Hypophysenkarzinom, Zirbeldrüsenkrebs (Epiphysenkarzinom), Paragangliom (Paraganglienkrebs) | –                 |

### C76–C80 Bösartige Neubildungen ungenau bezeichneter, sekundärer und nicht näher bezeichneter Lokalisationen
| Code | Beschreibung                                                               | Namen der Tumoren (Synonyme)                                                                            | Übersichtsartikel |
| ---- | -------------------------------------------------------------------------- | --- | ----------------- |
| C76  | Bösartige Neubildung sonstiger und ungenau bezeichneter Lokalisationen     | – | –                 |
| C77  | Sekundäre und nicht näher bezeichnete bösartige Neubildung der Lymphknoten | Lymphknotenmetastase                                                                                    | Metastase         |
| C78  | Sekundäre bösartige Neubildung der Atmungs- und Verdauungsorgane           | Lungenmetastase (Lungenfilia), Pleurametastase, Lebermetastase (Leberfilia), Peritonealkarzinose        | Metastase         |
| C79  | Sekundäre bösartige Neubildung an sonstigen Lokalisationen                 | Nierenmetastase, Hautmetastase, Hirnmetastase, Knochenmetastase, Krukenberg-Tumor, Nebennierenmetastase | Metastase         |
| C80  | Bösartige Neubildung ohne Angabe der Lokalisation                          | CUP-Syndrom                                                                                             | –                 |

### C81–C96 Bösartige Neubildungen des lymphatischen, blutbildenden und verwandten Gewebes
„Bösartige Neubildungen des lymphatischen, blutbildenden und verwandten Gewebes, als primär festgestellt oder vermutet“
| Code | Beschreibung | Namen der Erkrankungen (Synonyme) | Übersichtsartikel   |
| ---- | --- | --- | ------------------- |
| C81  | Hodgkin-Krankheit (Lymphogranulomatose)                                                                             | Hodgkin-Krankheit (Morbus Hodgkin, Lymphogranulomatose) | –                   |
| C82  | Follikuläres (noduläres) Non-Hodgkin-Lymphom                                                                        | Follikuläres Lymphom, Noduläres Lymphom | Non-Hodgkin-Lymphom |
| C83  | Diffuses Non-Hodgkin-Lymphom                                                                                        | Diffuses Lymphom, Retikulumzellsarkom, Immunoblastisches Lymphom (Immunoblastom), Lymphoblastisches Lymphom (Lymphoblastom), Burkitt-Lymphom | Non-Hodgkin-Lymphom |
| C84  | Periphere und kutane T-Zell-Lymphome                                                                                | Mycosis fungoides, Sézary-Syndrom, T-Zonen-Lymphom, T-Zell-Lymphom, Lymphoepitheloides Lymphom, Lennert-Lymphom, Peripheres T-Zell-Lymphom, Kutanes Lymphom | Non-Hodgkin-Lymphom |
| C85  | Sonstige und nicht näher bezeichnete Typen des Non-Hodgkin-Lymphoms                                                 | Lymphosarkom, B-Zell-Lymphom, Retikuloendotheliose, Retikulose, Mikrogliom | Non-Hodgkin-Lymphom |
| C88  | Bösartige immunproliferative Krankheiten                                                                            | Morbus Waldenström (Makroglobulinämie), Alpha-Schwerkettenkrankheit, Gamma-Schwerkettenkrankheit, Schwerkettenkrankheit, Franklin-Krankheit (Morbus Franklin), Immunproliferative Dünndarmkrankheit, Mukoassoziiertes Lymphom | Non-Hodgkin-Lymphom |
| C90  | Plasmozytom und bösartige Plasmazellen-Neubildungen                                                                 | Plasmozytom (Multiples Myelom, Kahler-Krankheit, Morbus Kahler, Myelomatose), Plasmazellenleukämie, Solitäres Myelom | Non-Hodgkin-Lymphom |
| C91  | Lymphatische Leukämie                                                                                               | Akute lymphoblastische Leukämie, Chronische lymphatische Leukämie, Subakute lymphatische Leukämie, Prolymphozytäre Leukämie, Haarzellenleukämie, Leukämische Retikuloendotheliose, T-Zellen-Leukämie, Adulte T-Zell-Leukämie, Lymphatische Leukämie                                                                                   | Leukämie            |
| C92  | Myeloische Leukämie                                                                                                 | Akute myeloische Leukämie, Chronische myeloische Leukämie, Subakute myeloische Leukämie, Myelosarkom, Chlorom, Granulozytäres Sarkom, Akute promyelozytäre Leukämie, Akute myelomonozytäre Leukämie, Myeloische Leukämie | Leukämie            |
| C93  | Monozytenleukämie                                                                                                   | Monozytoide Leukämie, Akute Monozytenleukämie, Chronische Monozytenleukämie, Subakute Monozytenleukämie, Monozytenleukämie | Leukämie            |
| C94  | Sonstige Leukämien näher bezeichneten Zelltyps                                                                      | Akute Erythrämie, Erythroleukämie, Akute erythrämische Myelose, Di-Guglielmo-Krankheit, Chronische Erythrämie, Heilmeyer-Schöner-Krankheit, Akute Megakaryoblastenleukämie, Akute megakaryoblastische Leukämie, Akute megakaryozytäre Leukämie, Mastzellenleukämie, Akute Panmyelose, Akute Myelofibrose, Lymphosarkomzellen-Leukämie | Leukämie            |
| C95  | Leukämie nicht näher bezeichneten Zelltyps                                                                          | Blastzellenleukämie, Stammzellenleukämie | Leukämie            |
| C96  | Sonstige und nicht näher bezeichnete bösartige Neubildungen des lymphatischen, blutbildenden und verwandten Gewebes | Abt-Letterer-Siwe-Krankheit (Letterer-Siwe-Krankheit), Retikuloendotheliose, Retikulose, Bösartige Histiozytose, Medullär histiozytäre Retikulose, Bösartiger Mastzelltumor, Bösartiges Mastozytom, Bösartige Mastozytose, Mastzellsarkom, Echtes histiozytäres Lymphom                                                               | –                   |

### C97 Bösartige Neubildungen als Primärtumoren an mehreren Lokalisationen
| Code | Beschreibung                                                        | Namen der Tumoren (Synonyme) | Übersichtsartikel |
| ---- | ------------------------------------------------------------------- | ---------------------------- | ----------------- |
| C97  | Bösartige Neubildungen als Primärtumoren an mehreren Lokalisationen | –                            | –                 |

## D00-D09 In-situ-Neubildungen
| Code | Beschreibung                                                              | Namen der Tumoren (Synonyme) | Übersichtsartikel |
| ---- | ------------------------------------------------------------------------- | --- | ----------------- |
| D00  | Carcinoma in situ der Mundhöhle, des Ösophagus und des Magens             | Leukoplakie | Carcinoma in situ |
| D01  | Carcinoma in situ sonstiger und nicht näher bezeichneter Verdauungsorgane | Leukoplakie | Carcinoma in situ |
| D02  | Carcinoma in situ des Mittelohres und des Atmungssystems                  | – | Carcinoma in situ |
| D03  | Melanoma in situ                                                          | Melanoma in situ | Carcinoma in situ |
| D04  | Carcinoma in situ der Haut                                                | Morbus Bowen, Aktinische Cheilitis, Aktinische Keratose, Keratoakanthom                                                                        | Carcinoma in situ |
| D05  | Carcinoma in situ der Brustdrüse (Mamma)                                  | Duktales Karzinom in situ, Lobuläres Karzinom in situ                                                                                          | Carcinoma in situ |
| D06  | Carcinoma in situ der Cervix uteri                                        | Zervikale intraepitheliale Neoplasie | Carcinoma in situ |
| D07  | Carcinoma in situ sonstiger und nicht näher bezeichneter Genitalorgane    | Vulväre intraepitheliale Neoplasie, Vaginale intraepitheliale Neoplasie, Bowenoide Papulose (Penile intraepitheliale Neoplasie), Erythroplasie | Carcinoma in situ |
| D09  | Carcinoma in situ sonstiger und nicht näher bezeichneter Lokalisationen   | – | Carcinoma in situ |

## D10-D36 Gutartige Neubildungen
| Code | Beschreibung                                                                         | Namen der Tumoren (Synonyme) | Übersichtsartikel           |
| ---- | ------------------------------------------------------------------------------------ | --- | --------------------------- |
| D10  | Gutartige Neubildung des Mundes und des Pharynx                                      | – | –                           |
| D11  | Gutartige Neubildung der großen Speicheldrüsen                                       | pleomorphes Adenom | Ohrspeicheldrüsenerkrankung |
| D12  | Gutartige Neubildung des Kolons, des Rektums, des Analkanals und des Anus            | Dickdarmpolyp, familiäre adenomatöse Polyposis (Polyposis coli) | –                           |
| D13  | Gutartige Neubildung sonstiger und ungenau bezeichneter Teile des Verdauungssystems  | Inselzelltumor, Insulinom | –                           |
| D14  | Gutartige Neubildung des Mittelohres und des Atmungssystems                          | – | –                           |
| D15  | Gutartige Neubildung sonstiger und nicht näher bezeichneter intrathorakaler Organe   | Thymom, Herztumor |                             |
| D16  | Gutartige Neubildung des Knochens und des Gelenkknorpels                             | Osteochondrom, kartilaginäre Exostose, Ekchondrom, Chondrom, Enchondrom, Osteoidosteom, Osteoblastom, Chondroblastom, chondromyxoides Fibrom                                                                               | Knochentumor                |
| D17  | Gutartige Neubildung des Fettgewebes                                                 | Lipom | –                           |
| D18  | Hämangiom und Lymphangiom, jede Lokalisation                                         | Hämangiom, Lymphangiom | –                           |
| D19  | Gutartige Neubildung des mesothelialen Gewebes                                       | Gutartiges Mesotheliom | –                           |
| D20  | Gutartige Neubildung des Weichteilgewebes des Retroperitoneums und des Peritoneums   | – | –                           |
| D21  | Sonstige gutartige Neubildungen des Bindegewebes und anderer Weichteilgewebe         | – | –                           |
| D22  | Melanozytennävus                                                                     | Pigmentnävus (Melanozytennävus), Epheliden (Sommersprossen), Lentigo, Naevus pigmentosus (Café-au-lait-Fleck), Naevus spilus, Becker-Nävus, Mongolenfleck, Naevus fuscocaeruleus, Naevus caeruleus                         | Nävus                       |
| D23  | Sonstige gutartige Neubildungen der Haut                                             | Nävuszellnävus, Junktionsnävus, Compound-Nävus, Dermaler Nävus, Konnataler Nävuszellnävus, Halonävus, Spitz-Nävus | Nävus                       |
| D24  | Gutartige Neubildung der Brustdrüse (Mamma)                                          | – | –                           |
| D25  | Leiomyom des Uterus                                                                  | Leiomyom (Uterusleiomyom, Myom) | –                           |
| D26  | Sonstige gutartige Neubildungen des Uterus                                           | – | –                           |
| D27  | Gutartige Neubildung des Ovars                                                       | Brenner-Tumor | –                           |
| D28  | Gutartige Neubildung sonstiger und nicht näher bezeichneter weiblicher Genitalorgane | Adenomatöser Polyp | –                           |
| D29  | Gutartige Neubildung der männlichen Genitalorgane                                    | – | –                           |
| D30  | Gutartige Neubildung der Harnorgane                                                  | Angiomyolipom | –                           |
| D31  | Gutartige Neubildung des Auges und der Augenanhangsgebilde                           | – | –                           |
| D32  | Gutartige Neubildung der Meningen                                                    | Meningeom | –                           |
| D33  | Gutartige Neubildung des Gehirns und anderer Teile des Zentralnervensystems          | Gliom, Astrozytom, pilozytisches Astrozytom, pleomorphes Xanthoastrozytom, subependymales Riesenzellastrozytom, Oligodendrogliom, Mischgliom (Oligoastrozytom), Ependymom, Plexuspapillom, Gangliogliom, Akustikusneurinom | Hirntumor                   |
| D34  | Gutartige Neubildung der Schilddrüse                                                 | Schilddrüsenadenom, Autonomes Adenom | –                           |
| D35  | Gutartige Neubildung sonstiger und nicht näher bezeichneter endokriner Drüsen        | Phäochromozytom, Nebenschilddrüsenadenom, Hypophysenadenom | –                           |
| D36  | Gutartige Neubildung an sonstigen und nicht näher bezeichneten Lokalisationen        | – | –                           |

## D37-D48 Neubildungen unsicheren oder unbekannten Verhaltens
| Code | Beschreibung | Namen der Tumoren (Synonyme) | Übersichtsartikel            |
| ---- | --- | --- | ---------------------------- |
| D37  | Neubildung unsicheren oder unbekannten Verhaltens der Mundhöhle und der Verdauungsorgane                             | – | –                            |
| D38  | Neubildung unsicheren oder unbekannten Verhaltens des Mittelohres, der Atmungsorgane und der intrathorakalen Organe  | – | –                            |
| D39  | Neubildung unsicheren oder unbekannten Verhaltens der weiblichen Genitalorgane                                       | Blasenmole | –                            |
| D40  | Neubildung unsicheren oder unbekannten Verhaltens der männlichen Genitalorgane                                       | – | –                            |
| D41  | Neubildung unsicheren oder unbekannten Verhaltens der Harnorgane                                                     | – | –                            |
| D42  | Neubildung unsicheren oder unbekannten Verhaltens der Meningen                                                       | – | –                            |
| D43  | Neubildung unsicheren oder unbekannten Verhaltens des Gehirns und des Zentralnervensystems                           | – | –                            |
| D44  | Neubildung unsicheren oder unbekannten Verhaltens der endokrinen Drüsen                                              | Multiple endokrine Adenomatose, Kraniopharyngeom | –                            |
| D45  | Polycythaemia vera                                                                                                   | Polycythaemia vera | Myeloproliferative Neoplasie |
| D46  | Myelodysplastische Syndrome                                                                                          | Myelodysplastisches Syndrom, Refraktäre Anämie, Refraktäre Anämie mit Ringsideroblasten, Refraktäre Anämie mit Blastenüberschuss, Refraktäre Anämie mit Blastenüberschuss in Transformation, chronische myelomonozytäre Leukämie | Myeloproliferative Neoplasie |
| D47  | Sonstige Neubildungen unsicheren oder unbekannten Verhaltens des lymphatischen, blutbildenden und verwandten Gewebes | Mastozytom (Mastzelltumor), Myelofibrose (Myelosklerose, Osteomyelofibrose, Osteomyelosklerose), Monoklonale Gammopathie, Essentielle Thrombozythämie (Idiopathische hämorrhagische Thrombozythämie)                             | Myeloproliferative Neoplasie |
| D48  | Neubildung unsicheren oder unbekannten Verhaltens an sonstigen und nicht näher bezeichneten Lokalisationen           | Cystosarcoma phylloides, Phylloidtumor | –                            |